# 政務人員
政務人員為中華民國的一種公職人員，包括兩種：
1. 隨政黨進退之人員，即學理上之政務官。
2. 憲法或法律定有任期及任命程序獨立行使職權之人員。

依據政務人員退職撫卹條例第二條中所定義，政務人員包括：
1. 依憲法規定由總統任命之人員及特任、特派之人員。
2. 依憲法規定由總統提名，經立法院同意任命之人員。
3. 依憲法規定由行政院院長提請總統任命之人員。
4. 其他依法律規定之中央或地方政府比照簡任第十二職等以上職務之人員。